# 韋克菲爾德教區
聖公會韋克菲爾德教區（英語：Diocese of Wakefield）是英格蘭教會約克教省下面的一個教區。成立於1888年5月18日。2014年4月20日與另外兩個教區重組成新的利茲教區。
轄區包括除利茲以外的整個西約克郡，以及巴恩斯利。座堂是韋克菲爾德座堂，現任主教為史提芬·普拉滕。下分一個副主教、兩個會吏長區及若干個會吏區，管理188個堂區。